# نانسي كانتور
نانسي كانتور (بالإنجليزية: Nancy Cantor)‏ هي عالمة نفس أمريكية، ولدت في 4 فبراير 1952.

## وصلات خارجية
- نانسي كانتور على موقع إن إن دي بي (الإنجليزية)